# Кракор південний
Кракор південний (Drymodes brunneopygia) — вид горобцеподібних птахів родини тоутоваєвих (Petroicidae). Ендемік Австралії.

## Опис
Довжина південного кракора може досягати 22 см, з яких третину складатиме довгий хвіст. Птах сірого кольору, за винятком тьмяно-рудого хвоста і смугастих чорно-білих крил. Ноги незвично довгі в порівнянні з іншими горобцеподібними. Виду не притаманний статевий диморфізм.

## Поширення
Південний кракор мешкає на півдні Австралії, де мешкає в заростях маллі, а також в напівпустельних пустищах, від національного парку Намбунг в Західній Австралії до національного парку Вайперфельд в штаті Вікторія.

## Раціон
Південний кракор харчується комахами. 

## Розмноження
Південний кракор будує гніздо на землі, роблячи його з гілочок. Самка відкладає яйця з липня по грудень. В кладці зазвичай лише одне яйце, що незвично для горобцеподібних. Воно сіро-зеленого кольору і добре маскується в навколишній склерофітній рослинності. Інкубація триває 15 днів.